# 中山美穂のカリブ楽園共和国
『中山美穂のカリブ楽園共和国』（なかやまみほのカリブらくえんきょうわこく）は、2000年10月22日に日本テレビ系列で、日曜スペシャルで放送された旅番組。

## 出演
- 中山美穂
- 村上龍
- ブエナ・ビスタ・ソシアル・クラブ
- オマーラ・ポルトゥオンド

## スタッフ
- 構成：新田英生
- 音楽効果：古川直樹
- 編集：Welt
- 技術協力：八峯テレビ
- 演出：駒木純一
- プロデューサー：河野英裕
- 制作：日本テレビ、IVSテレビ制作

## 概要
- 前年に放送された『小泉今日子&中山美穂 二人は楽園ハンター!!』の続編的内容である。ただし小泉は出演せず、代わってキューバに詳しいと言われる作家の村上龍が道先案内人として出演した。
- 現地のミュージシャンやダンサーと交流を深める内容であった。
- 中でもブエナビスタ・ソシアルクラブバンドのオマーラ・ボルトゥオンドとの交流の中で歌った「Lagrimas Negras」は、同年インターネット配信された。